# سيد محمد باقر (كوهمرة خامي)
سید محمد باقر (بالفارسية: سیدمحمدباقر) هي قرية تقع في إيران في قسم كوهمرة خامي الريفي. يقدر عدد سكانها بـ 0 نسمة بحسب إحصاء 2016.